# Giovanni Bernaudeau
Giovanni Bernaudeau (* 25. August 1983 in Fontenay-le-Comte) ist ein ehemaliger französischer Radrennfahrer.

## Karriere
Giovanni Bernaudeau begann seine Karriere 2004 als Stagiaire bei dem von seinem Vater französischen Jean-René Bernaudeau gemanagten Radsportteam Brioches La Boulangère und blieb bei dieser Mannschaft, die in den Folgejahren mehrmals den Namen änderte.
2008 wurde Bernaudeau Sechster der Gesamtwertung des gabunischen Radrennens Tropicale Amissa Bongo, 2014 belegte er Rang neun, und 2015 wurde er Zweiter, nachdem er auch eine Etappe gewonnen hatte. Fünf Mal startete er bei großen Landesrundfahrten. Beim Giro d’Italia 2005 wurde er 110. der Gesamtwertung, bei den weiteren Teilnahmen konnte er die Etappenrennen nicht beenden.

## Grand-Tour-Platzierungen
| Grand Tour            | 2005 | 2006 | 2007 | 2008 | 2009 | 2010 | 2011 | 2012 |
| --------------------- | ---- | ---- | ---- | ---- | ---- | ---- | ---- | ---- |
| Giro d’ItaliaGiro     | 110  | DNF  | –    | –    | –    | –    | –    | –    |
| Tour de FranceTour    | –    | –    | –    | –    | –    | –    | –    | DNF  |
| Vuelta a EspañaVuelta | –    | –    | DNF  | –    | DNF  | –    | –    | –    |